# Mesobaena
Mesobaena is een geslacht van wormhagedissen uit de familie wormhagedissen sensu stricto (Amphisbaenidae).

## Naam en indeling
De wetenschappelijke naam van de groep werd voor het eerst voorgesteld door Robert Friedrich Wilhelm Mertens in 1925.

### Soorten
Het geslacht omvat de volgende soorten die onderstaand zijn weergegeven, met de auteur en het verspreidingsgebied.
| Naam                    | Auteur                                    | Verspreidingsgebied |
| ----------------------- | ----------------------------------------- | ------------------- |
| Mesobaena huebneri      | Mertens, 1925                             | Colombia, Venezuela |
| Mesobaena rhachicephala | Hoogmoed, Pinto, Da Rocha & Pereira, 2009 | Brazilië            |

## Verspreiding en habitat
Er zijn twee soorten die voorkomen in delen van noordelijk Zuid-Amerika en leven in de landen Brazilië, Colombia, Venezuela.
De habitat bestaat waarschijnlijk uit vochtige tropische en subtropische bossen in laaglanden.

## Beschermingsstatus
Door de internationale natuurbeschermingsorganisatie IUCN is aan één soort een beschermingsstatus toegewezen. Mesobaena huebneri wordt beschouwd als 'veilig' (Least Concern of LC).